# Югантово
Юга́нтово (ижор. Saarave, Saarve) — деревня в Вистинском сельском поселении Кингисеппского района Ленинградской области.

## История
Упоминается как деревня Ighantoua by в Каргальском погосте (западной половине) в шведских «Писцовых книгах Ижорской земли» 1618—1623 годов.
На карте Ингерманландии А. И. Бергенгейма, составленной по шведским материалам 1676 года, она обозначена как деревня Iuhantina.
На шведской «Генеральной карте провинции Ингерманландии» 1704 года — как Ihandofwa.
Деревня Юганова упомянута на карте Ингерманландии А. Ростовцева 1727 года.
На карте Санкт-Петербургской губернии Ф. Ф. Шуберта 1834 года обозначена деревня Югантова и при ней кузница.

ЮГАНТОВО — деревня принадлежит майорше Ермаковой, число жителей по ревизии: 39 м. п., 57 ж. п. (1838 год)

В пояснительном тексте к этнографической карте Санкт-Петербургской губернии П. И. Кёппена 1849 года она записана как деревня Sarowe (Юга́нтово) и указано количество её жителей на 1848 год: ижоры — 43 м. п., 51 ж. п., всего 94 человека, которые относились к православному Сойкинскому Николаевскому приходу.
Согласно карте профессора С. С. Куторги 1852 года деревня называлась Югантова.

ЮГАНТОВО — деревня жены майора Ермаковой, 10 вёрст по почтовой, а остальное по просёлкам, число дворов — 10, число душ — 43 м. п. (1856 год)

ЮГАНТОВО — деревня, число жителей по X-ой ревизии 1857 года: 47 м. п., 47 ж. п., всего 94 чел.

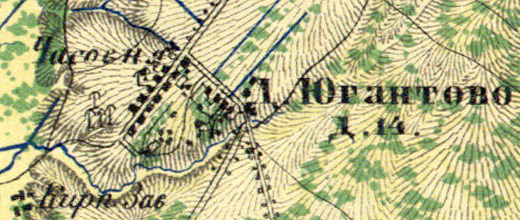
Деревня Югантово на карте 1860 года

Согласно «Топографической карте частей Санкт-Петербургской и Выборгской губерний» в 1860 году деревня Югантово состояла из 14 крестьянских дворов. В деревне находились часовня и кирпичный завод.

ЮГАНТОВО (СИРО) — деревня владельческая при колодцах, число дворов — 16, число жителей: 47 м. п., 54 ж. п. (1862 год)

В 1863—1864 годах временнообязанные крестьяне деревни выкупили свои земельные наделы у Ф. В. Шредерс и стали собственниками земли.

ЮГАНТОВО — деревня, по земской переписи 1882 года: семей — 21, в них 58 м. п., 58 ж. п., всего 116 чел.

Сборник Центрального статистического комитета описывал деревню так:

ЮГАНТОВА — деревня бывшая владельческая, дворов — 22, жителей — 124. Часовня, лавка. (1885 год)

Затем по земской переписи 1899 года:

ЮГАНТОВО — деревня, число хозяйств — 30, число жителей: 94 м. п., 77 ж. п., всего 171 чел.;
 разряд крестьян: бывшие владельческие; народность: русская — 21 чел., финская — 148 чел., смешанная — 2 чел.

В конце XIX — начале XX века деревня административно относилась к Лужицкой волости 2-го стана Ямбургского уезда Санкт-Петербургской губернии. Население деревни было исключительно ижорским.
По данным «Памятной книжки Санкт-Петербургской губернии» за 1905 год деревня называлась Югантово (Сиро).
В 1917 году деревня Югантово входила в состав Лужицкой волости Ямбургского уезда.
С 1917 по 1924 год деревня Югантово входила в состав Югантовского сельсовета Сойкинской волости Кингисеппского уезда.
С 1924 года в составе Слободского сельсовета.
Согласно данным переписи населения СССР 1926 года в деревне Югантово проживали 211 человек, все ижоры.
С 1927 года в составе Котельского района.
С 1928 года в составе Косколовского сельсовета. В 1928 году население деревни Югантово также составляло 211 человек.

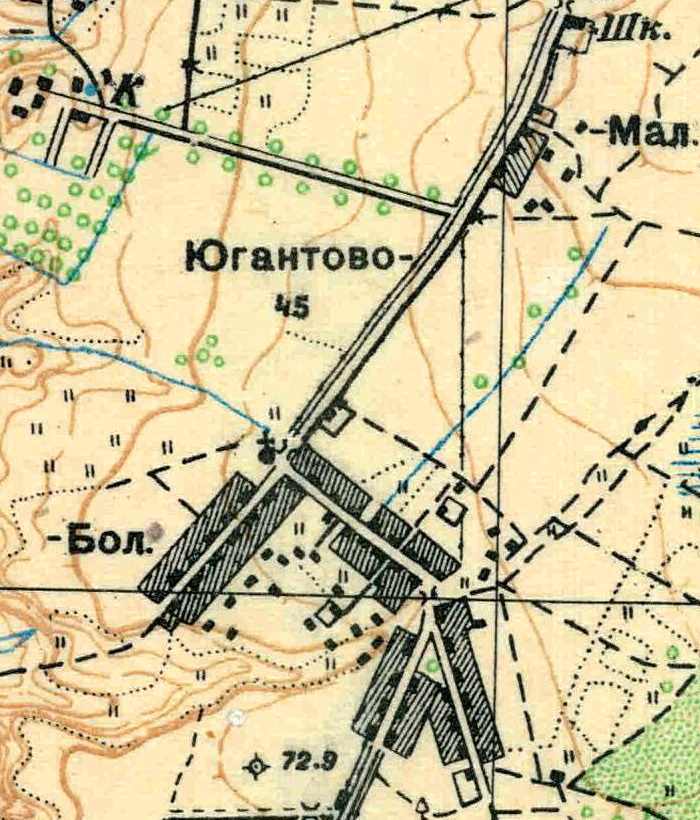
План деревни Югантово. 1930 год

Согласно топографической карте 1930 года деревня состояла из двух частей Большое и Малое Югантово и насчитывала 45 дворов. В центре деревни находилась часовня, на северной окраине — школа.
С 1931 года в составе Сойкинского сельсовета Кингисеппского района.
По данным 1933 года деревня Югантово входила в состав Сойкинского сельсовета Кингисеппского района.
C 1 августа 1941 года по 31 января 1944 года деревня находилась в оккупации.
В 1958 году население деревни Югантово составляло 134 человека.
По данным 1966, 1973 и 1990 годов деревня Югантово также входила в состав Сойкинского сельсовета Кингисеппского района.
В 1997 году в деревне Югантово проживали 74 человека, в 2002 году — 52 человека (русские — 92 %), деревня входила в состав Сойкинской волости с административным центром в деревне Вистино, в 2007 году — 64 человека.

## География
Деревня расположена в северной части района на автодороге А180 (E 20) (Санкт-Петербург — Ивангород — граница с Эстонией) «Нарва».
Расстояние до административного центра поселения — 6,5 км.
Расстояние до железнодорожной платформы Косколово — 8,5 км.
Деревня находится на Сойкинском полуострове.

## Демография
| 1838 | 1848 | 1857 | 1862 | 1882 | 1885 | 1899 |
| ---- | ---- | ---- | ---- | ---- | ---- | ---- |
| 96   | ↘94  | →94  | ↗101 | ↗116 | ↗124 | ↗171 |
| 1997 | 2007 | 2010 | 2017 |      |      |      |
| ↘74  | ↘64  | ↘56  | ↘51  |      |      |      |

### Национальный состав
Согласно данным Всероссийской переписи населения 2021 года в деревне проживали 29 человек, из них:
 русские — 23, ижорцы — 4, белорусы — 1, таджики — 1 человек.

## Улицы
Белореченская, Колхозная, Тополиный переулок, Ямбургская.